# Hypsicera amica
Hypsicera amica là một loài tò vò trong họ Ichneumonidae.